# جان پی. مک‌کاون
جان پی. مک‌کاون (انگلیسی: John P. McCown; ۱۹ اوت ۱۸۱۵ – ۲۲ ژانویه ۱۸۷۹) فرد نظامی اهل ایالات متحده آمریکا بود.